# Carro apuntant al sud

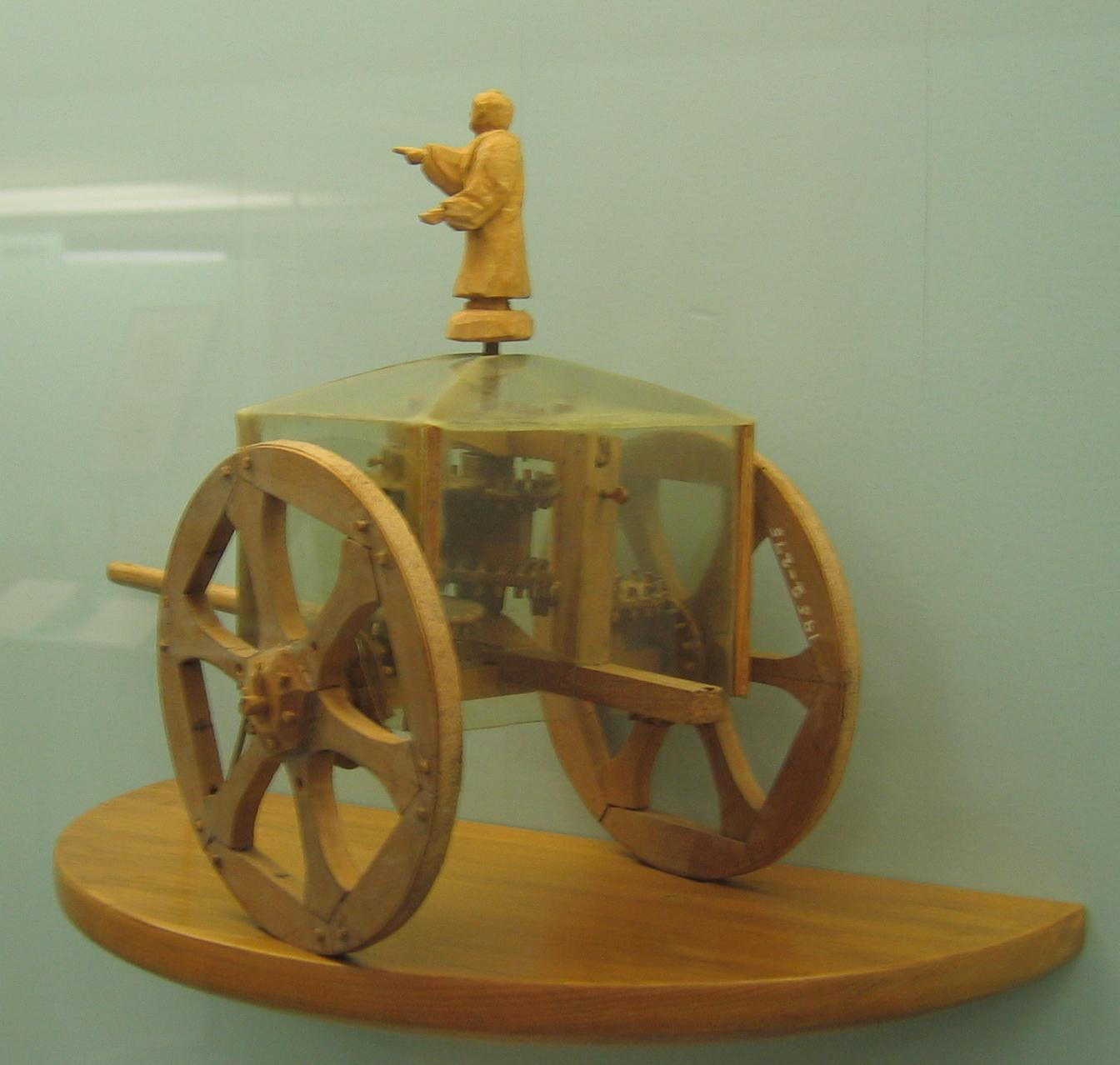
Exposat al Science Museum de Londres, aquest hipotètic model de carro incorpora un engranatge diferencial.

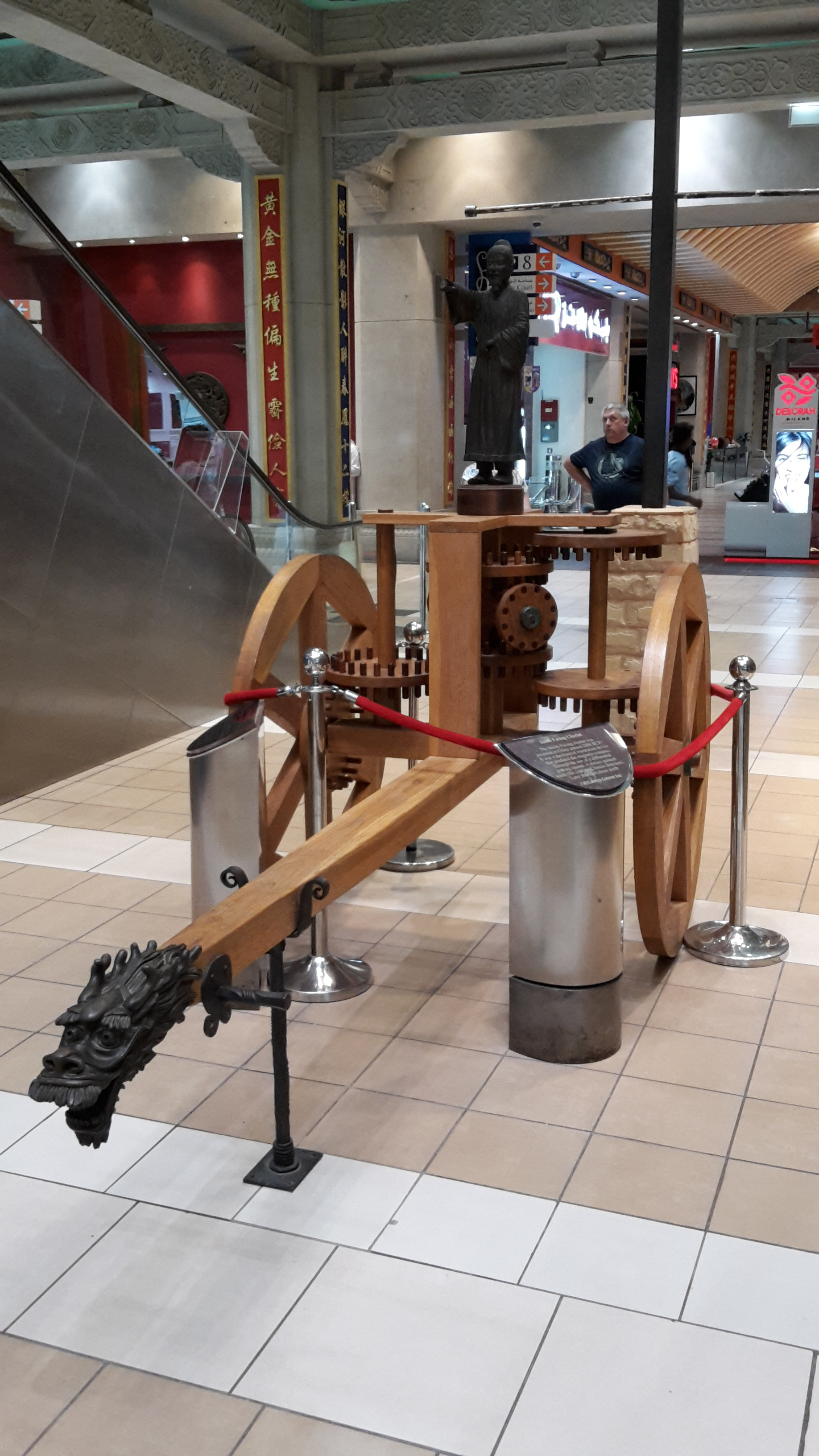
Reconstrucció d'un carro apuntant al sud, al Mall d'Ibn Battuta, a Dubai.

El carro apuntant al sud fou un antic vehicle xinès de dues rodes que portava una agulla mòbil que indicava sempre cap al sud, independentment de la direcció que prengués el carro. L'agulla solia tenir la forma d'una figura humana amb un braç estirat endavant. Se suposa que aquesta mena de carros s'empraven com a compàs per a la navegació i potser també per a altres usos.
Els antics xinesos van inventar un carro de guerra el segle v aC (en xinès, 洞屋车, Dongwu Che). S'emprava per donar protecció als guerrers durant la batalla, i tenia una coberta per protegir també des de dalt. Probablement servia per apropar-se a les fortificacions de la ciutat i cobrir els sapadors que les havien de descalçar per sota dels seus fonaments. Aquest antic carro de guerra esdevingué la base del que acabarien sent els primers carros apuntant al sud.
Hi ha llegendes que parlen dels primers carros apuntant al sud, però el primer que es troba documentat de manera fiable fou creat per l'enginyer mecànic Ma Jun (cap al 200-265 dC) del regne Cao Wei durant el període dels Tres Regnes. No es conserva cap d'aquests artefactes, però es troben mencionats en molts texts antics, on s'explica que foren utilitzats intermitentment fins cap al 1300 dC. En algun d'aquests texts s'hi inclou fins i tot informació sobre els seus components i sobre les seves funcionalitats.
Probablement hi havia diversos tipus de carros apuntant al sud que funcionaven de formes diferents. A la majoria de carros, les rodes que tocaven el terra s'articulaven mecànicament amb uns engranatges per tal d'orientar correctament l'agulla. El mecanisme no tenia imants i no detectava automàticament en quina direcció estava el sud. L'agulla s'orientava manualment cap al sud al principi del dia, guiant-se per la sortida del sol. A partir d'aquell moment, cada cop que el carro feia un gir, el mecanisme feia rotar l'agulla en relació al cos del carro per tal de compensar la desviació i la mantenia en una direcció constant, sempre cap al sud. D'aquesta manera, el mecanisme feia un exercici de redireccionament semblant a la navegació per estima, cosa que inevitablement portava a acumular petits errors i incerteses. El mecanisme d'alguns carros devia incloure segurament un diferencial per tal de corregir el moviment en el moment del gir. En aquest cas, això seria probablement el primer cop que s'empraven engranatges diferencials en tot el món.
Tot i que la hipòtesi que els carros apuntant al sud utilitzaven diferencials ha estat acceptada per tothom, també s'accepta que altres carros podien funcionar igualment tot i no tenir diferencials. Les descripcions que ens queden de l'antiguitat són força imprecises en general, però en tot cas suggereixen que els antics xinesos havien creat diversos dissenys, i que alguns d'aquests no incloïen diferencials.